# Callum Hemming
Callum Hemming (* 27. Juni 1999 in Milton Keynes) ist ein englischer Badmintonspieler.

## Karriere
2014 erspielte Hemming bei den U15-Europameisterschaften mit Johnnie Torjussen die Silbermedaille und kam in der Altersklasse U17 zwei Jahre später mit der Nachwuchsnationalmannschaft bei den Kontinentalmeisterschaften auf den zweiten Platz. 2017 wurde der Engländer Vizeeuropameister der Junioren und kam beim Mannschaftswettbewerb unter die besten drei. Auf nationaler Ebene wurde er im Herrendoppel Juniorenmeister und stand bei den englischen Meisterschaften im Gemischten Doppel auf dem Podium. Außerdem war Hemming erstmals bei einem internationalen Wettkampf der Erwachsenen erfolgreich, als er im Mixed mit Fee Teng Liew bei den Iceland International triumphierte. Im Jahr darauf siegte er bei den Welsh International an der Seite von Max Flynn und bei den Lithuanian International im Gemischten Doppel. Zur Saison 2018/19 wechselte Hemming in die 1. Badminton-Bundesliga und trat mit dem 1. BC Beuel in der höchsten deutschen Spielklasse an, bevor er in der folgenden Saison vom 1. BV Mülheim verpflichtet wurde. Bei den nationalen Titelkämpfen erspielte er 2019 mit Tom Wolfenden die Bronzemedaille. Während Hemming zwei Jahre später im Herrendoppel bei den englischen Meisterschaften erneut auf den dritten Platz kam, siegte er im Mixed mit Jessica Pugh. Außerdem triumphierte er bei den Portugal International und den Scottish Open im Gemischten Doppel und wurde bei den 2021 Welsh International und den Spanish International Vizemeister. Im Jahr darauf verteidigte Hemming im Gemischten Doppel seinen Titel bei den nationalen Titelkämpfen und zog bei den Dutch Open zwei Mal ins Finale ein.

## Sportliche Erfolge
| Jahr | Veranstaltung                        | Platz | Disziplin    | Spielpartner        |
| ---- | ------------------------------------ | ----- | ------------ | ------------------- |
| 2014 | U15-Europameisterschaft 2014         | 2.    | Herrendoppel | Johnnie Torjussen   |
| 2016 | U17-Europameisterschaft 2016         | 2.    | Mannschaft   | England             |
| 2017 | Englische Juniorenmeisterschaft 2017 | 1.    | Herrendoppel | Johnnie Torjussen   |
| 2017 | Belgian Juniors 2017                 | 1.    | Mixed        | Fee Teng Liew       |
| 2017 | Iceland International 2017           | 1.    | Mixed        | Fee Teng Liew       |
| 2017 | U19-Europameisterschaft 2017         | 2.    | Herrendoppel | Max Flynn           |
| 2017 | U19-Europameisterschaft 2017         | 3.    | Mannschaft   | England             |
| 2018 | Lithuanian International 2018        | 1.    | Mixed        | Fee Teng Liew       |
| 2018 | Welsh International 2018             | 1.    | Herrendoppel | Max Flynn           |
| 2021 | Englische Meisterschaft 2021         | 1.    | Mixed        | Jessica Pugh        |
| 2021 | Portugal International 2021          | 1.    | Mixed        | Jessica Pugh        |
| 2021 | Spanish International 2021           | 2.    | Mixed        | Jessica Pugh        |
| 2021 | Scottish Open 2021                   | 1.    | Mixed        | Jessica Pugh        |
| 2021 | Welsh International 2021             | 2.    | Mixed        | Jessica Pugh        |
| 2022 | Englische Meisterschaft 2022         | 1.    | Mixed        | Jessica Pugh        |
| 2022 | Dutch Open 2022                      | 2.    | Herrendoppel | Ethan van Leeuwen   |
| 2022 | Dutch Open 2022                      | 2.    | Mixed        | Jessica Pugh        |
| 2023 | Dutch Open 2023                      | 1.    | Mixed        | Estelle van Leeuwen |
| 2024 | Dutch Open 2024                      | 1.    | Mixed        | Estelle van Leeuwen |